# کلیسای جامع سوآسون
کلیسای جامع سوآسون (فرانسوی: Cathédrale Saint-Gervais-et-‎) بزرگ‌ترین کلیسای جامع با معماری گوتیک است که در سوآسون، فرانسه واقع شده‌است. این کرسی متعلق به کلیسای کاتولیک رومی سوآسون‌ها، لائون و سن-کانتن است. ساخت بخش عرضی ترانپت جنوبی در حدود ۱۱۷۷ آغاز شد و پایین‌ترین محل‌های گروه کر در ۱۱۸۲ آغاز شد.

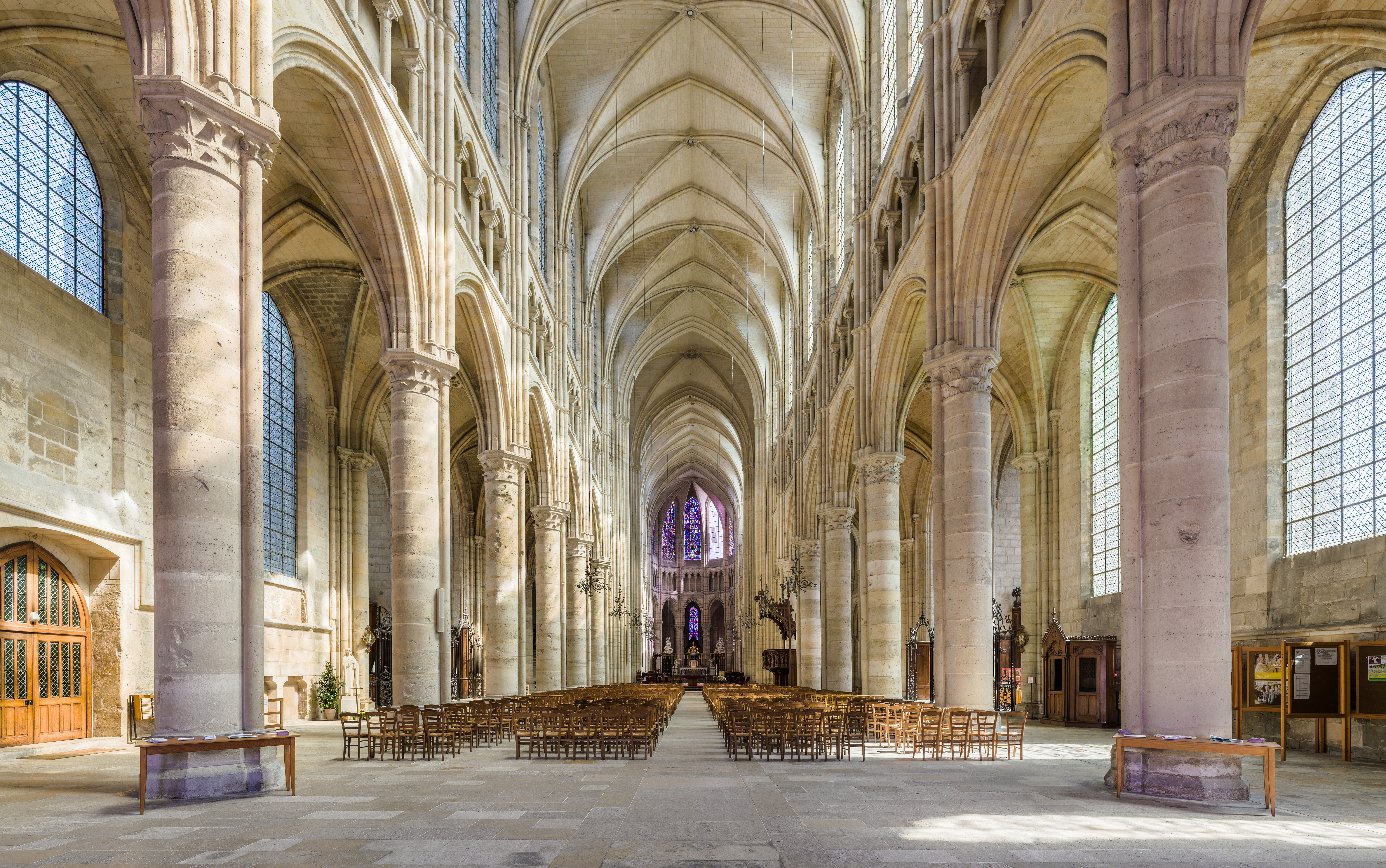
نگاره‌ای از شبستان کلیسای جامع سوآسون در پیکاردی، فرانسه.